# 슈퍼 젬 파이터 미니 믹스
《슈퍼 젬 파이터 미니 믹스》는 캡콤이 제작한 1997년 아케이드 대전 격투 게임이다. 자사의 CP 시스템 II 기판으로 제작됐으며 일본에선 《포켓 파이터》라는 제목으로 출시됐다.
기본적인 게임플레이 시스템은 《스트리트 파이터》에 기반하나 일반 플레이어들이 접근하기 쉽도록 단순화된 조작체계를 도입했다. 상대방을 공격할 때마다 발생하는 세 종류의 젬을 모아 기술을 강화할 수 있다. 캐릭터를 2등신 형태로 그린 치비풍의 그래픽이 특징이다. 《스트리트 파이터》 이외에 《다크스토커즈》와 《레드 어스》의 인물들도 플레이어 캐릭터로서 등장한다.
1998년에 플레이스테이션 및 세가 새턴 이식판이 출시됐으며 2000년에는 휴대용 게임기 원더스완으로도 발매됐다. 2006년에 플레이스테이션 2으로 출시된 합본 《스트리트 파이터 알파 앤솔로지》에도 수록됐다.

## 등장인물
스트리트 파이터
- 류
- 아쿠마
- 이부키
- 장기에프
- 춘리
- 카스가노 사쿠라
- 켄 마스터즈
- 히비키 단

다크스토커즈
- 모리건 앤슬랜드
- 펠리시아
- 허셴구

레드 어스
- 테사

## 여파
2003년 일본 휴대 전화 기종으로 이 게임에서 파생된 외전작 《솔리티어 파이터》와 《포커 파이터》가 발매됐다.

## 참조
1. ↑  영어: Super Gem Fighter Mini Mix
2. ↑  영어: Pocket Fighter, 일본어: ポケットファイター